# 奥貫智策
奥貫 智策（おくぬき ちさく、天明6年（1786年） - 文化9年9月27日（1812年10月31日））は、囲碁の棋士。武州出身、十一世本因坊元丈門下、五段。知策と書かれることもある。本因坊家跡目と目されたが、27歳で夭逝した。

## 生涯
武州幸手の出とされるが、詳しい経歴は記録に残されていない。幼時に本因坊元丈に入門、幼名は瀬六。将来を嘱望され、『坐隠談叢』には跡目と記載されているが、跡目届けの記録は無く、実質上の内定とされていたと思われる。本因坊家の菩提寺丸山本妙寺に葬られ、法号は秀得院知策信士。本因坊丈和は1歳年少の弟弟子で、智策生前には並ぶことはできなかった。
棋譜としては、師の元丈と享和2年（1802年）から文化8年（1811年）に智策先で13局（4勝7敗2打掛）、丈和との享和3年（1803年）智策四段、丈和（葛野松之助）二段時から文化9年（1812年）8月までの12局があり、丈和先で3勝3敗1ジゴ、先相先で丈和3勝2敗で、智策に一日の長があったと見られている。
浜松の山本源吉とは、享和3年（1803年）に先相先1勝7敗で打ち込まれ、先で5勝。次いで文化6年（1809年）3-5月に互先で5勝5敗1ジゴとした。安井門下で江戸詰め尾張藩碁所の鈴木知清と文化8年（1811年）まで、知清の先ニ、先、先相先の101番があり、知清は後にこれを『對手百談』として刊行した。安井知得仙知とは享和2年（1802年）から二子、先ニ、先の20番がある。他に井上幻庵因碩と二子局、水谷琢順と互先、片山知的との先ニなどがある。

## 関連文献
- 鈴木知清『対手百談』1809年